# Sayward
Sayward (offiziell Village of Sayward) ist eine kleine Gemeinde im nördlichen Bereich von Vancouver Island, in der kanadischen Provinz British Columbia. Die Gemeinde liegt etwa 73 Kilometer nordwestlich von Campbell River bzw. rund 141 Kilometer südöstlich von Port McNeill und gehört zum Strathcona Regional District. Sayward liegt in der Kelsey Bay der Johnstone-Straße, gegenüber von Hardwicke Island. In der Ortschaft mündet der Salmon River in die Bucht.

## Geschichte
Ursprünglich wurde das Land von den First Nations besiedelt, daher geht die Geschichte weiter zurück als die durch europäische Einwanderer dominierte Geschichtsschreibung. In der Gegend um das heutige Sayward lebten und leben verschiedene Gruppen der Kwakwaka'wakw.
Der „europäische“ Teil der Geschichte in dieser Region beginnt mit der Ankunft der spanischen und britischen Entdecker in den späten 1770er Jahren.
Außer durch den Pelzhandel, blieb dieser Teil von Vancouver Island für die nächsten 100 Jahre durch europäische Siedler weitgehend unberührt. Dies änderte sich erst in den späten 1880er Jahren, als sich die Holzwirtschaft auch hier auszubreiten begann.
Als die ersten Siedler hierher kamen und 1890 die Siedlung Port Kusam gründeten, gab es auch noch eine kleine Siedlung der First Nations am Salmon River. Bis 1917 war diese Siedlung dann jedoch aufgegeben worden. Am 1. März 1899 eröffnete hier dann ein Postamt, welches noch bis zur Umbenennung 1911 unter dem Namen Port Kusam Post Office geführt wurde. Im selben Jahr  wurde auch der Name der Gemeinde in Sayward geändert. Mit der Namensänderung wurde der erfolgreiche Holzfäller und -händler William Parsons Sayward geehrt, obwohl er nie in der Gemeinde oder ihrer Umgebung war und auch keine andere Beziehung bestand.

## Demographie
Der Zensus im Jahr 2021 ergab für die Stadt eine Bevölkerung von 334 Einwohnern, nachdem der Zensus im Jahr 2016 für die Gemeinde noch eine Bevölkerung von nur 311 Einwohnern ergeben hatte. Die Bevölkerung hat damit im Vergleich zum letzten Zensus im Jahr 2016 etwas schwächer Trend in der Provinz um 7,4 % zugenommen, während der Provinzdurchschnitt bei einer Bevölkerungszunahme von 7,6 % lag. Im letzten Zensuszeitraum von 2011 bis 2016 hatte die Bevölkerung noch entgegen dem Trend in der Provinz um 1,9 % abgenommen, bei einer durchschnittlichen Bevölkerungszunahme von 5,6 % in der Provinz.
Im Rahmen des „Census 2021“ wurde für die Gemeinde ein Medianalter von 60,4 Jahren ermittelt. Das Medianalter der Provinz lag 2016 bei nur 42,8 Jahren. Das örtliche Durchschnittsalter lag bei 51,9 Jahren, bzw. bei 43,1 Jahren in der Provinz. Beim „Census 2016“ wurde für die Gemeinde noch ein Medianalter von 57,9 Jahren ermittelt und für die Provinz von 43,0 Jahren, sowie ein Durchschnittsalter von 49,5 Jahren bzw. von 42,3 Jahren in der Provinz.

## Bildung
Sayward gehört zu School District #72 – Campbell River. In der kleinen Gemeinde findet sich nur eine Schule, die kombinierte Sayward Elementary / Junior Secondary.

## Politik
Die Zuerkennung der kommunalen Selbstverwaltung für die Ansiedlung erfolgte erst am 27. Juni 1968 (incorporated als Village Municipality).
Bürgermeister der Gemeinde ist Mark Baker. Zusammen mit vier weiteren Bürgern bildet er für drei Jahre den Rat (council) der Gemeinde.

## Wirtschaft
Der wichtigsten Wirtschaftszweige in Sayward ist die Forstwirtschaft sowie die Fischerei/Sportfischerei mit den sie umgebenden Gewerben.
Das Durchschnittseinkommen der Beschäftigten aus Sayward lag im Jahr 2005 bei weit unterdurchschnittlichen 16.715 C $, während es zur selben Zeit im Durchschnitt der gesamten Provinz British Columbia 24.867 C $ betrug. Der Einkommensunterschied zwischen Männern (19.916 C $) und Frauen (13.606 C $) ist in Sayward unterdurchschnittlich groß.

## Verkehr
Sayward liegt an einer etwa 10 Kilometer langen Stichstraße und hat über diese eine Anbindung an den Highway 19 (Vancouver Inland Island Highway). Eine Eisenbahnanbindung hat die Gemeinde ebenso wenig wie einen Flughafen.
Als der Highway 19 im Jahr 1978 nach Norden Richtung Port Hardy ausgebaut wurde, war der kleine Gemeindehafen vorübergehend der Endpunkt der BC Ferries Fährverbindung durch die Inside Passage.